# Altopiano di Navelli
L'Altopiano di Navelli (o Piana di Navelli) è un altopiano carsico-alluvionale della provincia dell'Aquila, in Abruzzo; situato a circa 700 m s.l.m. tra i massicci del Gran Sasso d'Italia a nord, del Sirente-Velino e la Valle Subequana a sud-ovest, la Valle del Tirino a est, trae il suo nome dal centrale borgo di Navelli.

## Geografia
Si ricongiunge a nord-ovest verso la medio-bassa valle dell'Aterno, ancora più a nord con la bassa conca Aquilana, a sud-est con la valle del Tirino ed è attraversato dalla strada statale 17 dell'Appennino Abruzzese ed Appulo-Sannitico. Il territorio rientra all'interno della comunità montana Montagna di L'Aquila (comprendente la precedente comunità montana Campo Imperatore-Piana di Navelli) e rappresenta un collegamento dalla conca Aquilana con la conca Peligna e il Pescarese. La zona è limitrofa alla valle Subequana a ovest, separata da essa da una cresta montuosa.

### Comuni

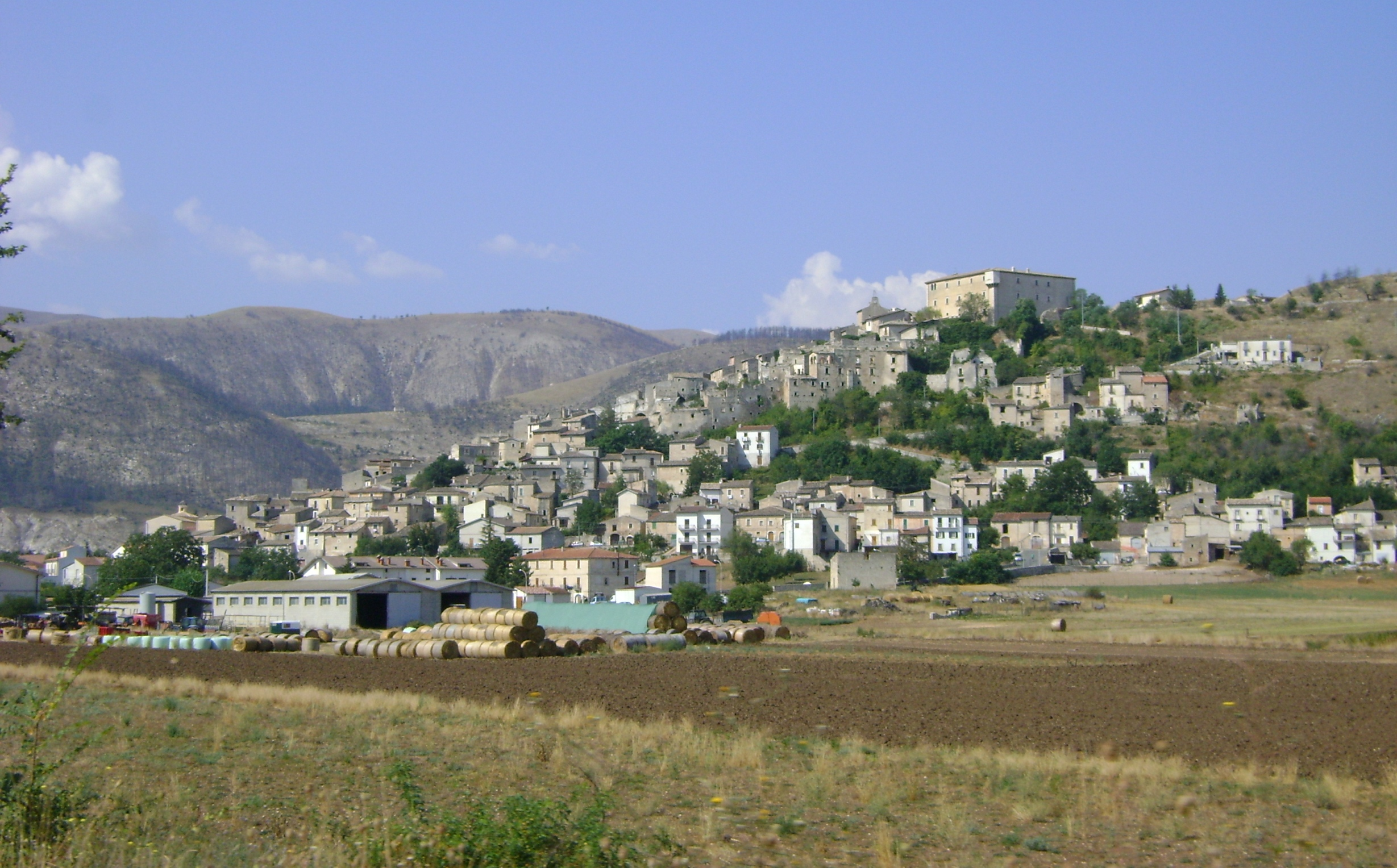
Navelli

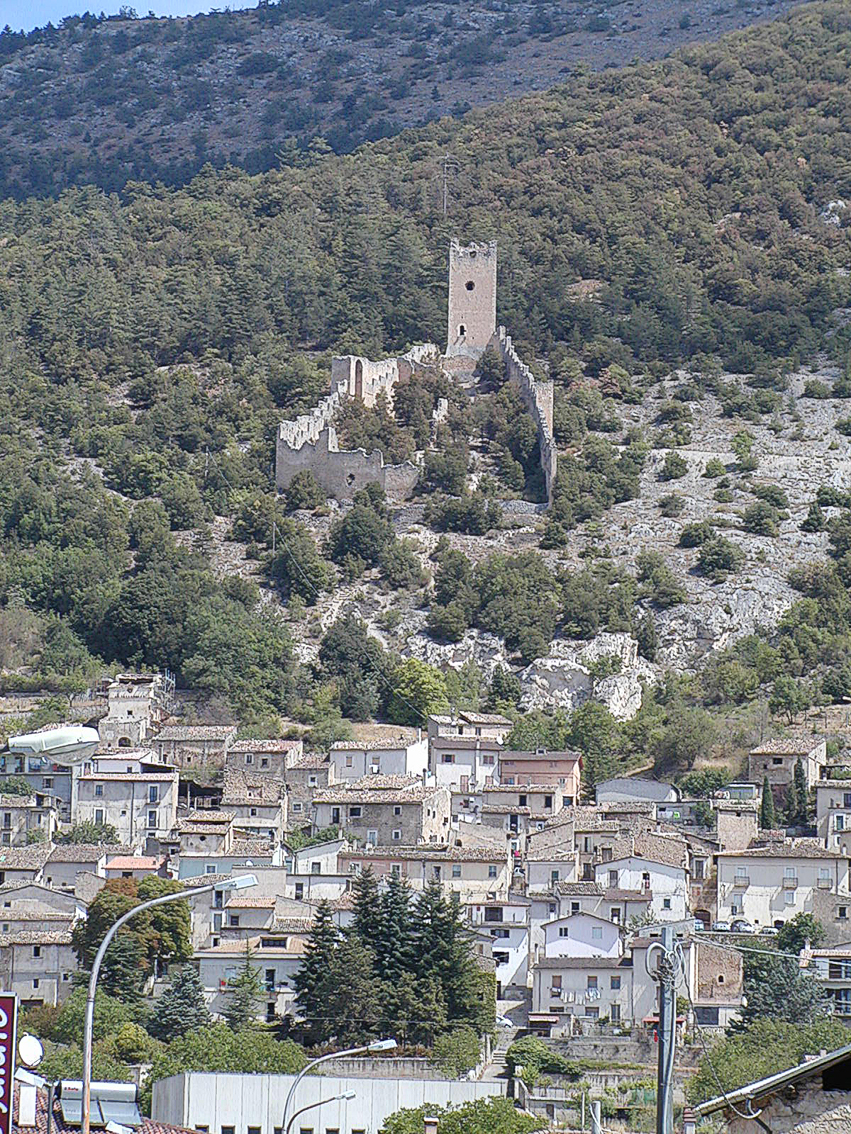
San Pio delle Camere

Il territorio dell'altopiano ricade all'interno dei comuni di Caporciano (con la frazione di Bominaco), Collepietro, Navelli (con la frazione di Civitaretenga), Prata d'Ansidonia (con le frazioni di San Nicandro e Tussio), San Benedetto in Perillis, San Pio delle Camere (con la frazione di Castelnuovo) e in parte di quello di Barisciano.

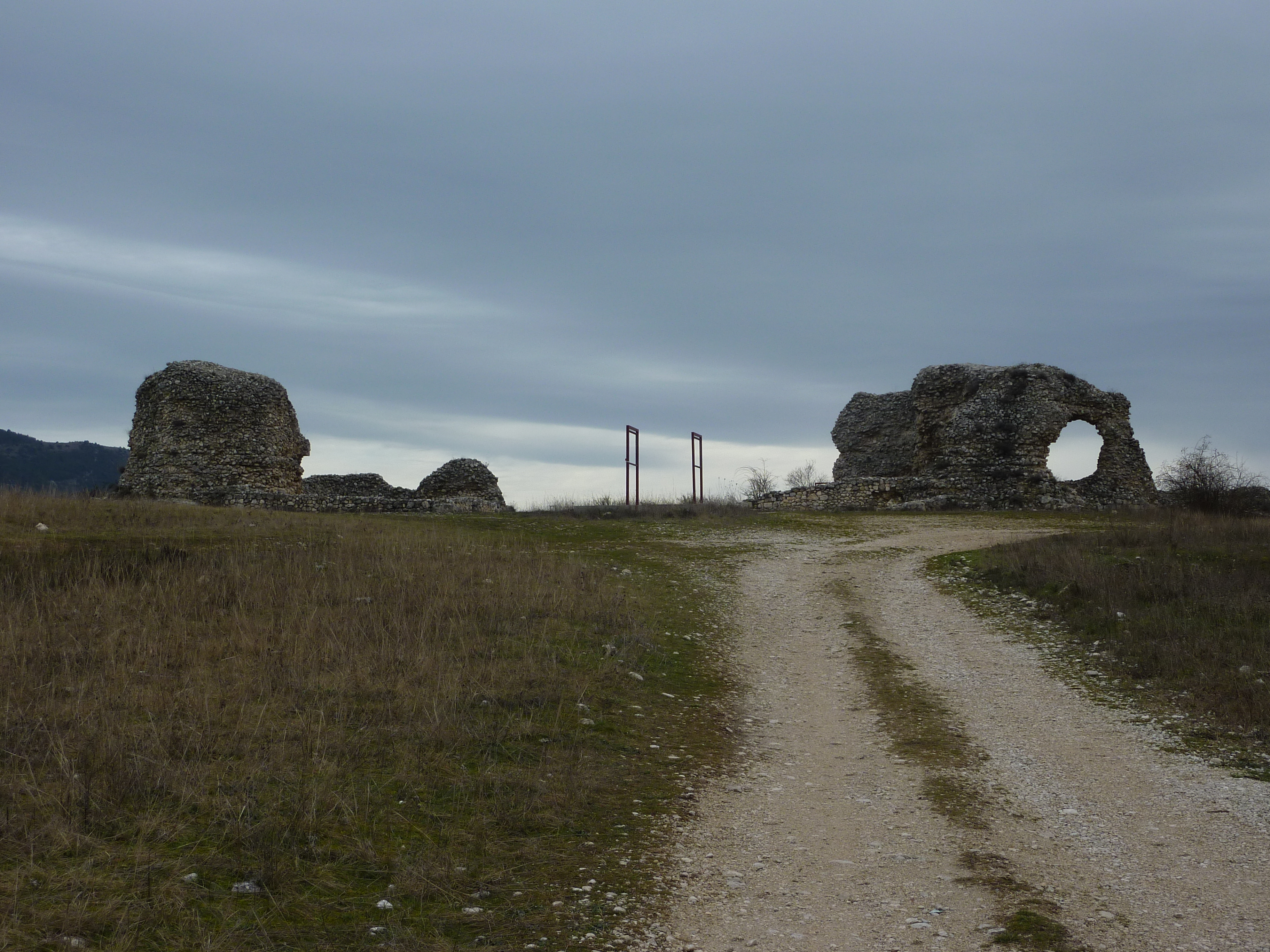
Tratturo Magno (L'Aquila-Foggia) a Peltuinum

| Stemma | Comune                    | Superficie | Abitanti |
| ------ | ------------------------- | ---------- | -------- |
|        | Caporciano                | 18,62 km²  | 197 ab.  |
|        | Collepietro               | 15,21 km²  | 201 ab.  |
|        | Navelli                   | 42 km²     | 571 ab.  |
|        | Prata d'Ansidonia         | 19,65 km²  | 421 ab.  |
|        | San Benedetto in Perillis | 19,1 km²   | 105 ab.  |
|        | San Pio delle Camere      | 17,21 km²  | 654 ab.  |

## Storia

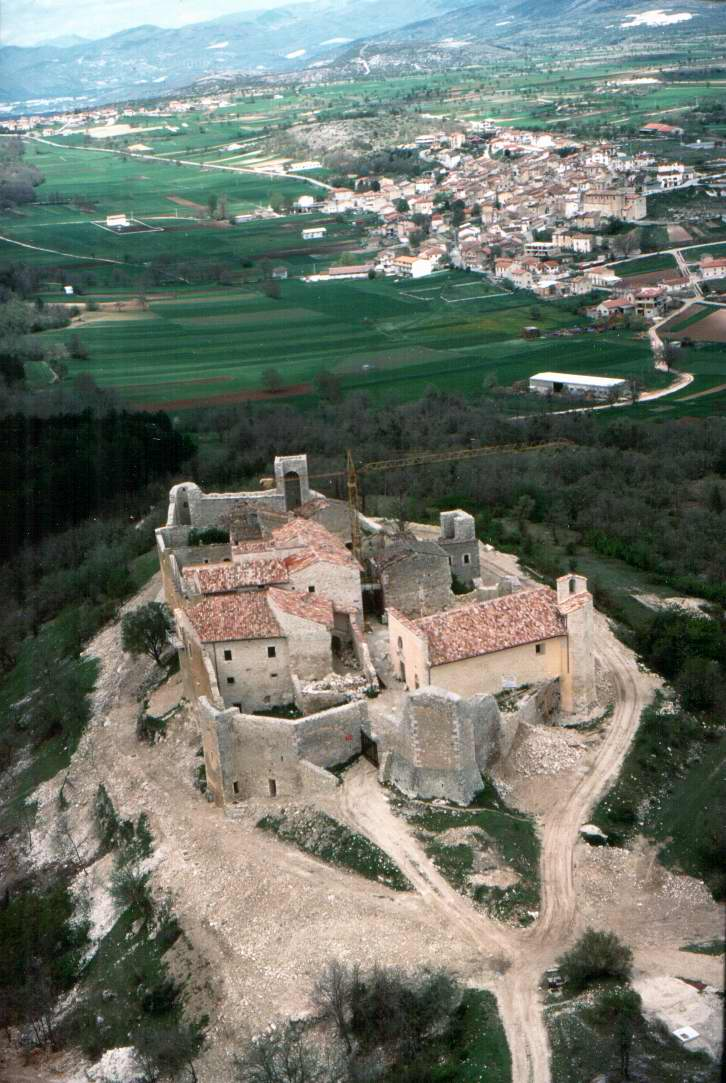
Castel Camponeschi (Prata d'Ansidonia)

### Epoca romana
Nel X secolo a.C. era operativo in zona il villaggio italico vestino di Peltuinum, presso l'attuale Prata d'Ansidonia. Il centro italico fu conquistato nel II secolo a.C. dai romani. Tracce della civiltà si rinvengono nel teatro romano e nel tempio di Apollo. Una necropoli neolitica è stata trovata anche sotto Navelli.

### Epoca medievale
Nel X secolo viene fondata la chiesa di San Paolo di Peltuinum, costruita con i resti di un tempio. Nello stesso tempo si crea il fenomeno di incastellamento, ossia costruzione di castelli su montagne e luoghi strategici sopra la valle. Tra i più importanti vi sono il Castello di Bominaco a torre longobarda,  il Castello di San Pio delle Camere, raro esempio di castello abruzzese a recinto, e il borgo di Castel Camponeschi a Prata d'Ansidonia. 
Bominaco, a partire dal XIII secolo,  diventa un importante centro di controllo della valle,  sotto la tutela del monastero di San Benedetto in Perillis. Sopra la parte alta del paese sorge il Complesso Abbaziale di Santa Maria Assunta, assieme all'oratorio di San Pellegrino. Notevoli sono gli affreschi dell'arte figurativa abruzzese aquilana presenti nel piccolo tempio. 
La chiesetta di San Paolo invece mostra il connubio dep riciclo delle costruzioni romane con l'arte medievale,  e ciò si evince dalle colonne interne della chiesa. Navelli sorge sopra uno sperone montuoso dolce con il castello in cima, e il borgo al di sotto. Una frazione dipendente, Civitaretenga, con la torre maggiore, sorge in cima a un colle attiguo Navelli. 
Nel 1254 Navelli, San Pio delle Camere, Bominaco e castel Camponeschi partecipano alla fondazione dell'Aquila, città voluta anche dagli Angioini. Tuttavia nella Guerra dell'Aquila del 1424 tra Angioini e Aragonesi, il comandante Braccio da Montone intende vendicarsi della fedeltà aquilana agli Angioini, e rade al suolo i castelli fondatori. Tuttavia L'Aquila non viene conquistata.

### Epoca moderna e contemporanea
L'economia principale si basava sulla pastorizia e sul commercio delle pecore mediante la transumanza, attraverso il regio tratturo L'Aquila-Foggia, che passava proprio ai piedi del centro di Navelli. Dopo il fenomeno migratorio del Novecento, i borghi della valle hanno conosciuto un nuovo sviluppo economico per la produzione di zafferano e per il turismo artistico.

## Economia

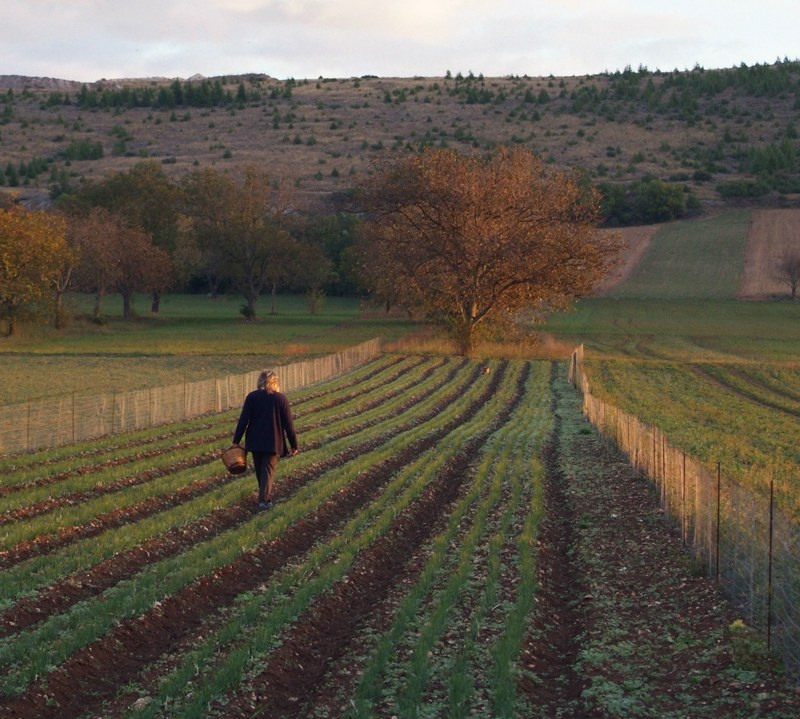
Campi di zafferano a Navelli

L'economia della zona si basa prevalentemente, se non proprio esclusivamente, sulla produzione ed esportazione nelle altre regioni italiane e nel mondo dello zafferano di cui l'altopiano è uno dei principali produttori nazionali, secondo solo alla Sardegna. Lo zafferano dell'altopiano di Navelli è stato recentemente classificato come prodotto DOP (Denominazione di origine protetta) ed è noto come "Zafferano dell'Aquila". A Navelli e nelle città dei dintorni è fiorente anche il turismo.

### Turismo
Il turismo della zona è sia escursionistico sia artistico-culturale-enogastronomico. La conservazione pressoché completa dell'altopiano naturale permette escursioni nelle piccole aree boschive presenti, mentre il turismo artistico è molto presente nei borghi di Navelli, facente parte dell'associazione I borghi più belli d'Italia, e di Bominaco (frazione di Caporciano), in cui sono presenti il complesso monumentale di Santa Maria Assunta, l'oratorio di San Pellegrino e il castello medievale, ma anche negli altri borghi della vallata. 

## Cultura

### Eventi
- Palio degli Asini a Navelli

## Monumenti e luoghi d'interesse

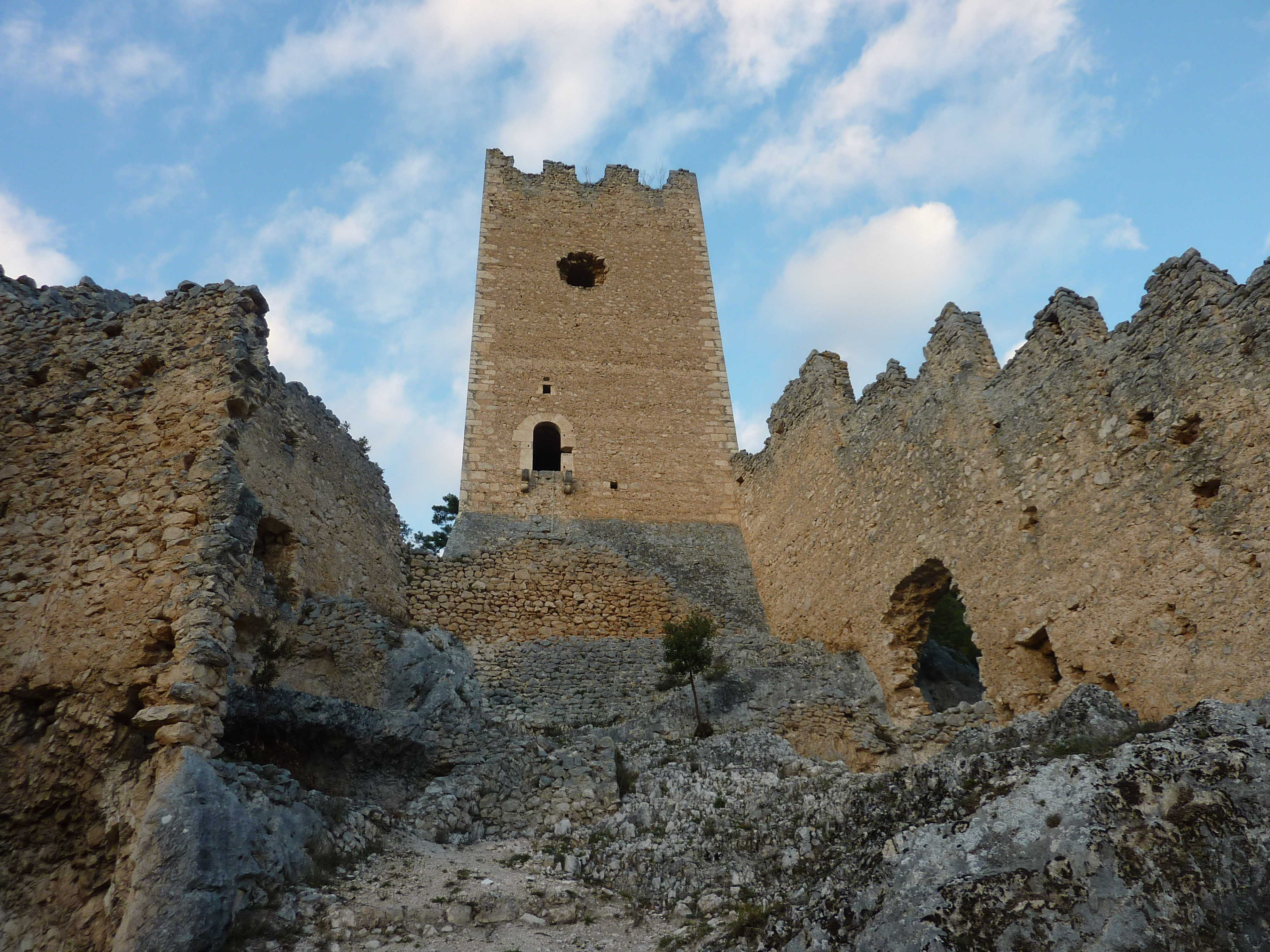
Castello di San Pio delle Camere

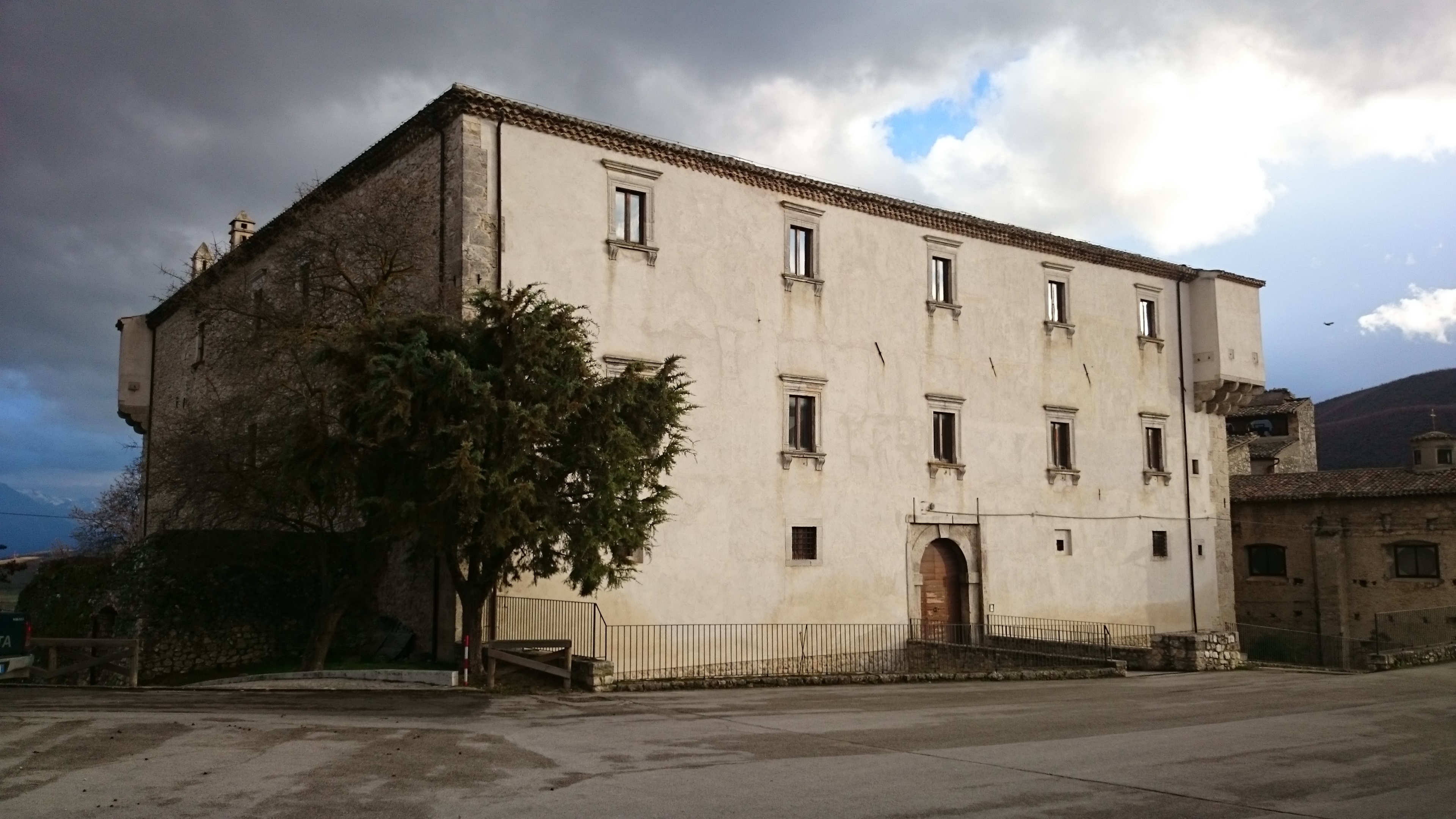
Palazzo Santucci

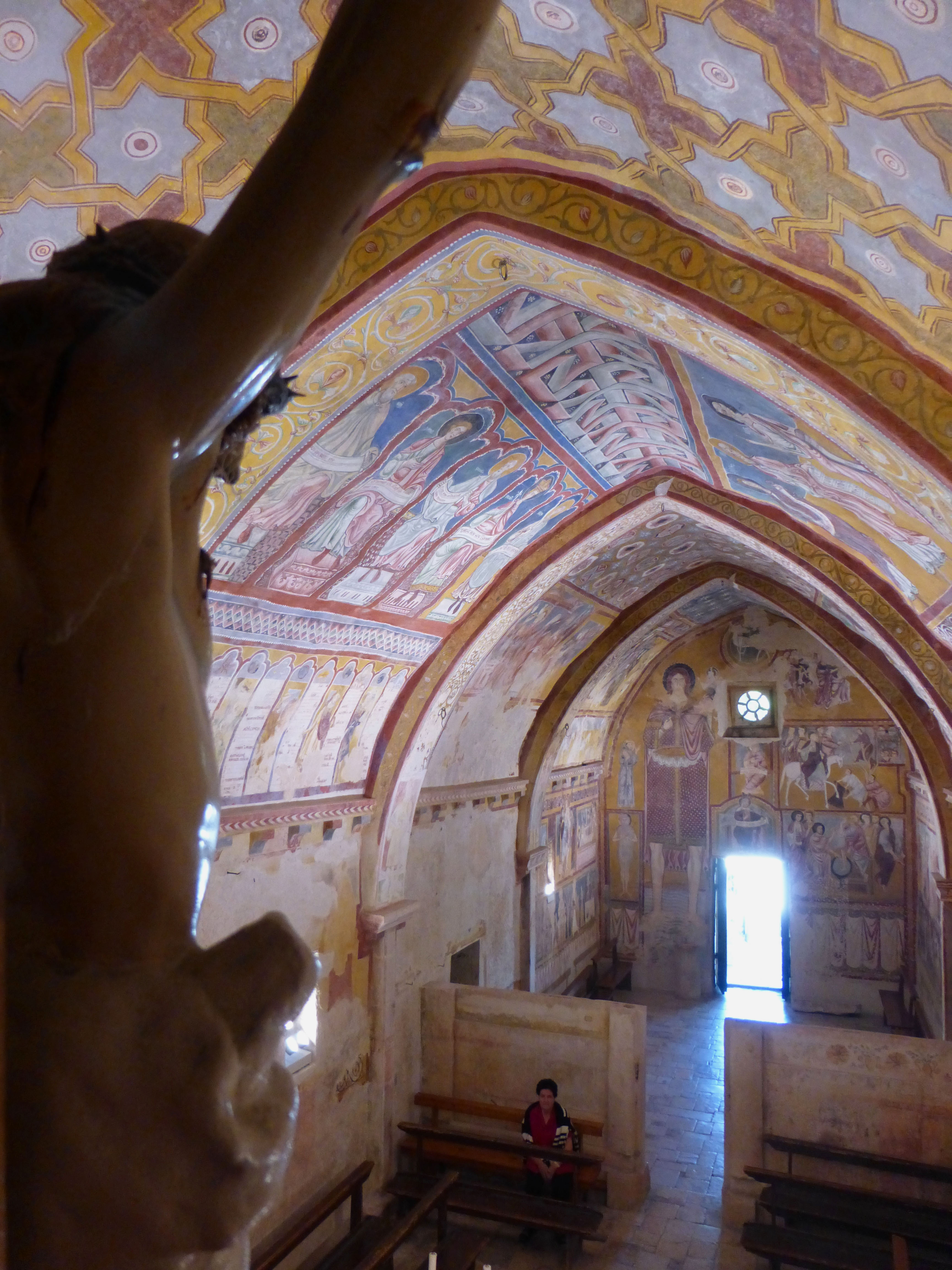
Oratorio di San Pellegrino di Bominaco

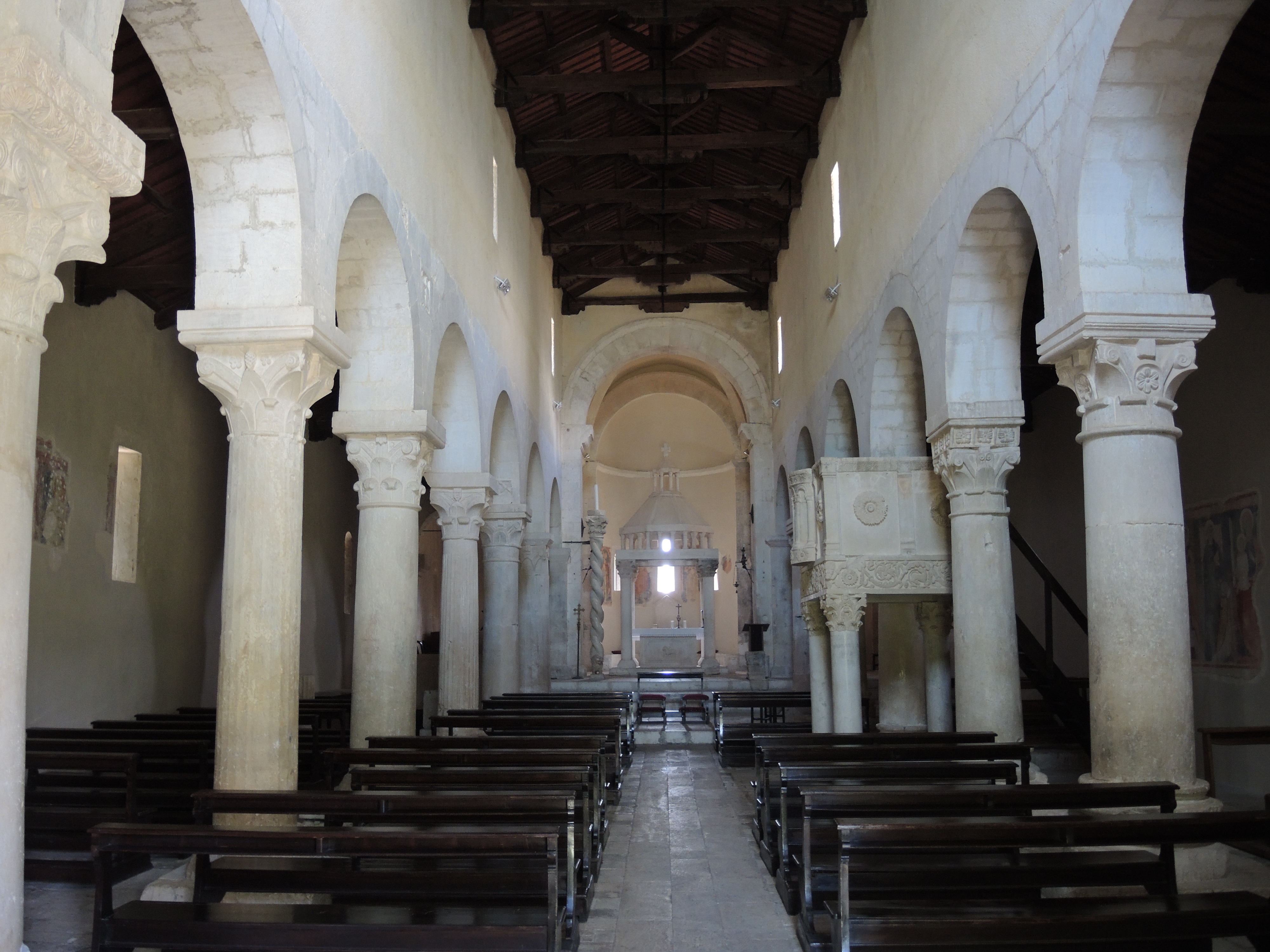
Interno romanico della chiesa di Santa Maria Assunta (Bominaco)

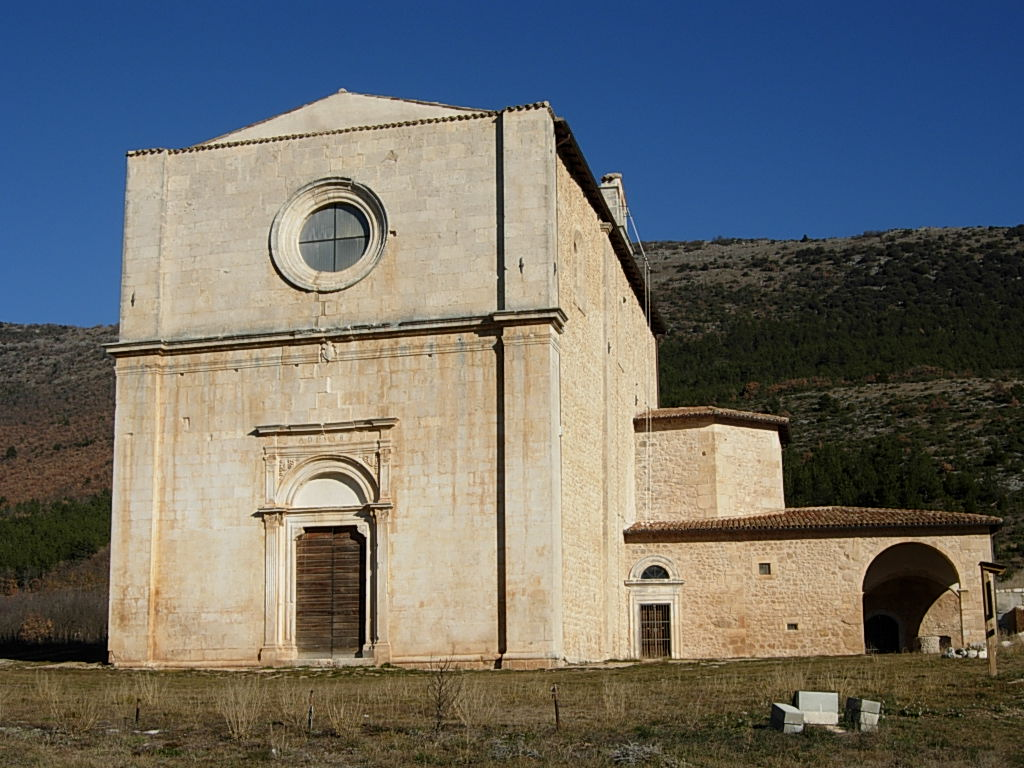
Chiesa di Santa Maria dei Cintorelli

### Architetture militari
- Castello di Bominaco: struttura militare risalente al XII secolo e ricostruita nel XV, domina l'altopiano dalla cima dei monti che lo delimitano nella parte sud-occidentale.
- Castel Camponeschi (Prata d'Ansidonia): borgo del XIV secolo, fortificato successivamente da Pietro Lalle Camponeschi, negli anni '50 del XX secolo fu abbandonato, e successivamente utilizzato per raduni culturali negli anni '70. Dopo il progetto dell'albergo diffuso di Santo Stefano di Sessanio, negli anni 2000 il sito è stato interessato da un'importante opera di restauro, benché concluso a metà a causa del terremoto del 2009. Il borgo è circondato da mura di fortificazione, accompagnate da torri e due porte urbiche a sesto acuto. L'interno conserva alcune case civili in pietra, il palazzo ducale e la chiesa sconsacrata di San Pietro.
- Castello di San Pio delle Camere: il castello fu edificato nell'XI secolo, con la classica pianta fortificata triangolare, con due torri angolari e la torre puntone principale, collocata sul vertice del perimetro isoscele. Il castello fu messo al sacco da Braccio da Montone, e ridotto a rudere, favorendo così lo sviluppo del borgo inferiore. Le mura medievali con beccatelli sono conservate, assieme alle torri angolari e al torrione a parallelepipedo.

### Architetture civili
- Palazzo Santucci (Navelli): eretto nel 1632 presso il vecchio castello di Navelli, è a pianta rettangolare con fortificazioni alla base, come il fossato, avendo conservato dalla fondazione il ruolo di struttura difensiva. Due torrette sono presenti presso il lato che si affaccia verso il borgo sottostante. L'interno è preceduto da un chiostro con pozzo centrale.

### Architetture religiose
- Monastero Benedettino (San Benedetto in Perillis): il monumento principale di questo borgo risale all'VIII secolo, e si trova in cima al vecchio centro, eretto presso il castello, dacché al fianco della facciata vi è una torre di fortificazione. La facciata a capanna è molto simile, con un loggiato cieco, segno della presenza abruzzese del ducato di Spoleto nel IX secolo. L'interno a due navate conserva pregevoli affreschi duecenteschi. La chiesa ha anche una seconda facciata presso l'abside, costruita nel XIV secolo, con piccolo campanile a vela.
- Complesso monastico di Santa Maria Assunta (Bominaco): il complesso risale all'VIII secolo, mostrando le tecniche di architettura tipiche delle abbazie della Maiella, come l'abbazia di San Liberatore a Maiella. Il complesso dominava tutta la piana, protetta inoltre dalla fortificazione del castello di Bominaco. Nel 1423 Braccio da Montone, devastando l'area dei "castello fondatori" dell'Aquila, danneggiò anche il complesso, che si ridusse a due templi principali: l'oratorio di San Pellegrino e la chiesa di Santa Maria Assunta. La chiesa abbaziale ha capolavori come l'ambone del 1180 e la cattedra abbaziale del 1184 voluta dall'abate Giovanni. Il candelabro del cero pasquale presso l'altare risale all'epoca borgognone gotica, del 1223. Nel XV secolo furono dipinti presso l'abside tripartita anche degli affreschi, rimasti in frammenti. La facciata della chiesa è monumentale, con portale romanico a lunetta classica semplice, e finestrone centrale posticcio. L'Oratorio di San Pellegrino invece, secondo la leggenda, fu fondato da Carlo Magno, vista un'iscrizione presente nella parte retrostante, presso il rosoncino a raggi. La chiesa prese le forme attuali nel 1263. L'interno a navata unica ha una volta a semi-botte, completamente affrescata; la volta ogivale è scandita da pannelli del Calendario Liturgico, con rappresentazioni di elementi zodiacali e simboliche dei mesi dell'anno, chiamato Calendario Bominacese. Tra gli altri affreschi ci sono le opere dell'Ultima Cena (Maestro della Passione), e i dipinti del calendario, attribuito al Maestro dell'Infanzia (per le scene del Nuovo Testamento) e del Maestro Miniaturista. Il sito dal 1996 è candidato alla lista dei Patrimoni dell'Umanità dell'UNESCO. Il complesso termina sulla cima del montarozzo con il castello di Bominaco, vera e propria cittadella fortificata a pianta rettangolare, distrutta da Braccio da Montone. Rimangono le mura perimetrali, con mura interne per la suddivisione degli alloggi militari, e il torrione cilindrico, perfettamente conservato.
- Chiesa di Santa Maria de' Centurelli (Caporciano): chiesa del Tratturo Magno, situata tra San Pio delle Camere e Caporciano. Risale al XVI secolo, ed ha pianta rettangolare a capanna rialzata, con interno a navata unica.
- Chiesa di San Paolo di Peltuinum (Prata d'Ansidonia): la chiesa fu costruita nel XII secolo presso il sito romano di Peltuinum, lungo il tratturo magno, riciclando elementi del tempio di Apollo. La pianta è a navata unica, con ampio transetto privo di abside; la facciata ha il semplice portale romanico. L'interno conserva alcune colonne del tempio romano sopra cui fu edificata.

### Siti archeologici
- Sito archeologico di Peltuinum (Prata d'Ansidonia): situato lungo l'antica Via Claudia Nova, la città vestina fu conquistata da Roma nel I secolo a.C., e dotata di varie architetture tra le quali i riconoscibili tempio di Apollo e l'anfiteatro romano. Dopo la caduta dell'Impero, nel XII secolo il borgo venne spogliato dei materiali per la costruzione dei siti di Castel Camponeschi e di Prata d'Ansidonia, nonché della chiesa di San Paolo.

## Infrastrutture e trasporti
L'altopiano di Navelli è attraversato dalle seguenti strade:
- dell'Appennino Abruzzese ed Appulo-Sannitico
- della Valle del Tirino
- Peltuinate
- di Bominaco
- di Navelli
- di Collepietro
- di Civitaretenga
- del Tirino

Vicine ai confini settentrionale e meridionale dell'altopiano sono presenti le autostrade A24 e A25; in nessun comune della valle è invece presente una stazione ferroviaria.